# Józef Schultz

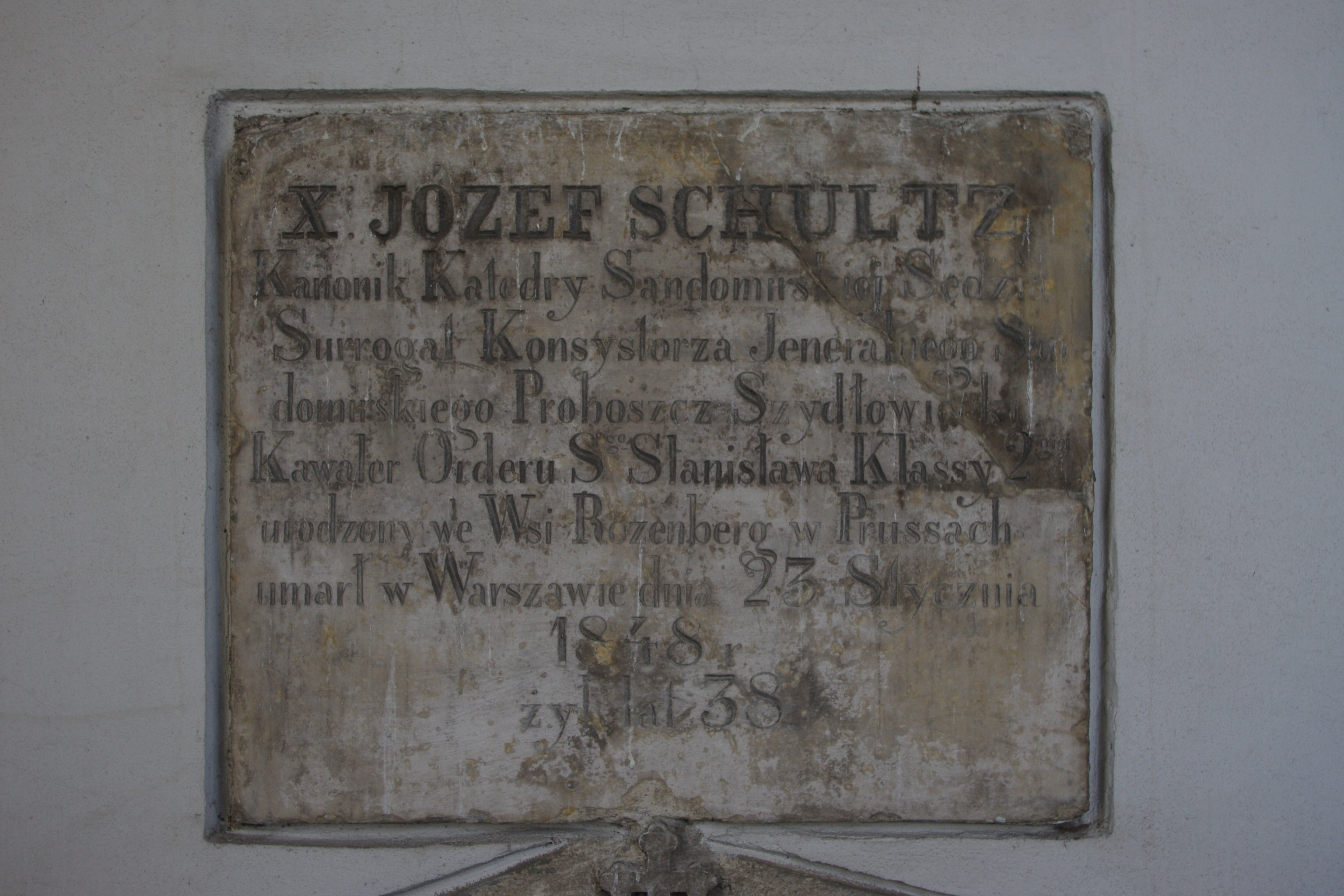
Grób ks. kanonika Józefa Schultza w katakumbach warszawskiego cmentarza Powązkowskiego

Józef Schultz (ur. 1810 w Rozenbergu na terenie Prus, zm. 23 stycznia 1848 w Warszawie) – polski duchowny rzymskokatolicki, kanonik Katedry Sandomierskiej, sędzia surogat Konsystorza Generalnego Sandomierskiego, proboszcz w Szydłowcu, kawaler Orderu św. Stanisława II kl. 
Pochowany w katakumbach na cmentarzu Powązkowskim w Warszawie (rząd 149-6).